# Завод металургійного кремнію в Сабоні
Завод металургійного кремнію в Сабоні – виробничий майданчик на північному заході Іспанії.
Завод почав роботу в 1972 році та певний час належав компанії Sociedad Española de Carburos Metálicos. В 1992-му новим власником стала компанія FerroAtlántica (з того ж року увійшла до іспанської групи Villar Mir), яка того ж десятиліття сконцентрувала в своїх руках всю феросплавну галузь Іспанії (заводи в Монсоні, Бу, Сее, Думбрії – при цьому лише майданчик в Сабоні спеціалізувався на металургійному кремнію). З 2015-го завод в Сабоні перейшов під контроль Ferroglobe, що була створена шляхом злиття FerroAtlántica з американською Globe Specialty Metals. 
Станом на початок 2021-го при роботі на проектній потужності майданчик щорічно потребує 76 тисяч тонн кварцу, 48 тисяч тонн вугілля, 54 тисячі тонн деревних відходів, 889 тонн вапняку та 563 тони нафтового коксу. Можливо відзначити, що Ferroglobe контролює в Іспанії кілька копалень кварцу, як то Серрабаль, Сонія, Кончітіна та Есмеральда.
Станом на 2010 рік потужність FerroAtlántica по металургійному кремнію становила 33 тисячі тонн на рік. Окрім кремнію майданчик також продукував мікрокремнезем – в 2010-му в Сабоні випустили 17 тисяч тонн цього продукту.
Станом на 2023 рік Ferroglobe могла продукувати в Іспанії 43 тисячі тонн металургійного кремнію. 
Завод має три печі – одну потужністю 39 МВт та дві по 48 МВт. Також майданчик має когенераційну електростанцію потужністю 6 МВт, що використовує тепло відхідних газів.